# Magneto
Magneto (geboren als Max Eisenhardt) is een personage uit de strips van Marvel Comics. Hij verscheen voor het eerst in X-Men #1 (september 1963), bedacht door Stan Lee en Jack Kirby.
Magneto is vooral bekend als personage uit de X-Men strips, waarin hij zowel vijand als bondgenoot van het X-Men team was. Al vanaf de eerst X-Men strip deed hij mee. Hij heeft ook verschillende teams van mutanten tegen hen opgezet zoals de Brotherhood of Mutants en de Acolytes.
Magneto is een van de sterkste mutanten ter wereld, met de gave om magnetisme te beheersen. Hij is een van de meest complexe karakters in Amerikaanse strips. Als kind overleefde Magneto de Holocaust, en wil het mutantenras behoeden voor hetzelfde lot. Over de jaren is Magneto veranderd van superschurk, naar antiheld en zelfs superheld. Zijn radicale methoden om de mutanten te helpen brengen hem vaak in conflict met zijn oude vriend Charles Xavier.
Magneto is de vader van de superhelden Quicksilver, Scarlet Witch en waarschijnlijk Polaris.

## Biografie

### Jonge jaren
In een flashback in Classic X-Men #12 wordt Magneto’s jeugd getoond.
Magneto’s familie is van oorsprong Joods, wat hen doelwit maakte van de Nazi’s in de Tweede Wereldoorlog. Magneto’s hele familie werd door Nazi’s doodgeschoten, maar Magneto zelf overleefde dankzij zijn krachten. Hij werd hierop naar Auschwitz gestuurd.
In Auschwitz werd Magneto verliefd op de zigeuner Magda. Ze ontsnapten samen uit het gevangeniskamp. Ze kregen samen ook een dochter, Anya. Anya kwam om bij een brand toen een groep mensen Magneto ervan weerhield haar te gaan helpen. Uit woede gebruikte Magneto zijn krachten om alle omstanders te doden. Magda vluchtte uit angst voor Magneto weg, maar ontdekte al snel dat ze weer zwanger van hem was: dit keer van de mutantentweeling Quicksilver en Scarlet Witch. Ondertussen nam Magneto de schuilnaam "Erik Lehnsherr" aan.
Magneto ontmoette hierop Charles Xavier. De twee werden goede vrienden, maar onthulden niet aan elkaar dat ze mutanten waren. Dit werd pas duidelijk in een gevecht met Baron Von Strucker. Magneto en Charles gingen hun eigen weg nadat bleek dat beide heel andere ideeën hadden over hoe mensen en mutanten ooit samen konden leven.

### Periode als superschurk
Magneto’s ervaringen in Auschwitz veranderden zijn kijk op hoe mensen omgaan met etnische minderheden die ze niet vertrouwen. Bang dat mutanten hetzelfde zou overkomen als de Joden in de Tweede Wereldoorlog was Magneto bereid tot het uiterste te gaan om mutanten te beschermen. Hij geloofde dat mutanten de dominante soort op Aarde zouden worden.
Magneto’s eerste terroristische daad tegen mensen was het aanvallen van een militaire basis in de Verenigde Staten. Hij werd tegengehouden door de X-Men, een team van mutanten onder leiding van zijn oude vriend Charles Xavier. Hierop richtte Magneto zijn eigen mutantengroep op, de Brotherhood of Mutants. Hij veroverde tijdelijk het fictieve Zuid- Amerikaanse land San Marco, en bouwde de ruimtebasis Asteroid M als thuis voor zijn mutanten, maar hij verloor beide in gevechten met de X-Men.
In de loop der jaren probeerde Magneto op verschillende wijze de X-Men te verslaan. Onder andere met de hulp van de alien Stranger en door het maken van de kunstmatige mens Alpha the Ultimate Mutant. Uiteindelijk viel zijn Brotherhood uiteen. Magneto ging hierop over op drastischere maatregelen zoals regeringen bedreigen met aardbevingen en vulkaanuitbarstingen. Dit veranderde toen hij in een gevecht bijna Shadowcat doodde.

### Bekering
Geschrokken dat hij bijna een jonge mutant had gedood besloot Magneto zijn plannen op te geven en na te denken over het pad dat hij had gekozen in zijn leven. Hij sloot zich even bij Xavier en zijn X-Men aan toen een oppermachtig wezen de Beyonder vele superhelden en schurken naar een andere planeet bracht voor een speciale oorlog genaamd de Secret Wars.
Na de Secret Wars vocht Magneto samen met de X-men tegen de Beyonder op Aarde. Zelfs nadat de Beyonder weg was bleef hij bij de X-men. Zijn periode bij het team veranderde zijn kijk op mensen en Magneto gaf zichzelf over om voor de rechter te verschijnen voor al zijn wandaden. De rechtszaak werd onderbroken door een aanval van Fenris, de tweelingkinderen van Baron Wolfgang von Strucker, een vijand die Charles en Magneto jaren geleden bevochten. Fenris wordt verslagen, maar Professor X raakte gewond in het gevecht en vroeg Magneto om zijn school over te nemen. Dit zou volgens hem voldoende zijn om vergeving voor zijn oude misdaden te krijgen. Magneto ging akkoord en leidde zo een tijdje de school onder de schuilnaam Michael Xavier.
Magneto werd echter geconfronteerd met de dood van veel van de jonge mutanten op de school door de Beyonder. Hij werd door Emma Frost, hoofd van een rivaliserende mutantenschool, gemanipuleerd in het bevechten van de Avengers en Supreme Soviets. Nadat hij op tv de waarschijnlijke dood van alle oude X-Men zag besloot hij dat er hardere maatregelen nodig waren en vormde een verbond met de Hellfire Club. Nu mutanten met meer gevaar werden bedreigd dan ooit zocht Magneto opnieuw bondgenoten om mutanten tegen de mensen te beschermen. Hij werd al snel opgezocht door een groep mutanten genaamd de Acolytes .

### Avalon en Genosha
Magneto stelde zijn doelen wat lager. In plaats van wereldverovering wilde hij slechts een veilige thuishaven voor mutanten. Hij bouwde opnieuw een ruimtebasis gelijk aan Asteroid M genaamd Avalon. Bang dat Magneto in zijn oude gewoontes verviel confronteerden de X-Men hem en probeerde Wolverine hem te doden. Magneto voelde zich verraden en werd opnieuw de vijand van de X-Men.
Vanuit Avalon bevocht Magneto met de Acolytes de regeringen op Aarde en de X-Men. Wolverine probeerde Magneto weer te doden, maar die gebruikte zijn krachten om het adamantium van Wolverines botten te scheiden. Dit maakte Charles Xavier zo razend dat hij zijn voormalige vriend mentaal aanviel en in een coma deed belanden. Deze actie leidde onbedoeld ook tot de creatie van Onslaught.
Toen Avalon werd vernietigd werd de nog steeds in coma verkerende Magneto in een ontsnappingscapsule naar de Aarde gestuurd. De capsule werd onderschept door Astra, een voormalige bondgenoot van Magneto die zich tegen hem keerde. Ze maakte een kloon van Magneto. In het kloonproces ontwaakte Magneto en versloeg Astra. Hij gebruikte de kloon om de X-Men af te leiden terwijl hij zelf een nieuw plan verzon. In die tijd deed hij zich voor als Erik the Red.
Magneto nam de macht over in de eilandnatie Genosha samen met veel oud Brotherhood en Acolytes leden zoals Quicksilver, Polaris en Fabian Cortez. Genosha werd al snel de thuishaven voor mutanten die Magneto graag wilde. Uiteindelijk ontvoerde Magneto Professor X met het plan de oorlog te verklaren aan de mensheid. In een poging Xavier te redden verwondde Wolverine Magneto. Met Magneto tijdelijk uitgeschakeld werd Genosha overgenomen door de Sentinels, onder leiding van Cassandra Nova. Magneto leek hierbij om te komen, waarna hij voor veel mutanten in de wereld een voorbeeld werd.
Magneto leefde echter nog. Een mutant genaamd Xorn deed zich voor als Magneto en vermoordde 5000 mensen. Magneto, geschokt over Xorns daad en woedend over het feit dat iedereen nu dacht dat hij de schuldige was, legde zijn oude ruzies met Xavier bij en bouwde met hem aan een nieuw Genosha.

### House of M en verder
In de “House of M” verhaallijn leidde Magneto’s dochter Scarlet Witch aan een mentale inzinking na de dood van haar kinderen. Ze begon met haar krachten de realiteit te veranderen in de hoop haar kinderen terug te krijgen. Hierbij zorgde ze er onder andere voor dat het oude Avengers team uit elkaar viel. Nadat Dr. Strange haar in een coma had gebracht om haar te stoppen, bracht Magneto haar naar Charles in de hoop dat hij haar kon helpen. Maar zelfs met Doctor Strange’s hulp lukte het Charles niet.
Scarlet Witch creëerde uiteindelijk een andere realiteit waarin Magneto de leider was van alle mutanten in de wereld. Nadat Magneto ontdekte dat dit allemaal Quicksilvers idee was doodde hij hem. Scarlet Witch bracht hem weer tot leven. Hierna maakte ze aan Magneto bekend dat ondanks dat hij nu had wat hij altijd wilde, hij nog steeds een vreselijke man was. Ze veranderde de wereld terug naar normaal, en liet 98 % van alle mutanten in de wereld hun krachten verliezen. Magneto verloor de zijne ook. Dit was voor hem echter maar van korte duur, daar hij ze later terugkreeg door toedoen van de energie adsorberende mutant genaamd “The Collective”, in werkelijkheid Xorn.

## Krachten en vaardigheden
Magneto is een mutant met zogenaamde magnetokinetische krachten. Hij kan zowel natuurlijke als kunstmatige magnetische velden manipuleren en vormgeven. Als de meester der magnetisme kan hij andere voorwerpen (soms van meer dan duizend ton) optillen, bewegen of van vorm doen veranderen. Magneto kan zelfs de kleinste metaaldeeltjes in de lucht beheersen, ze hervormen en samenpersen tot andere voorwerpen en voorwerpen met enorme snelheid rond laten vliegen als wapens. Hij kan zelfs het onverwoestbare metaal Adamantium weer vloeibaar laten worden.
Ook kan hij ijzerrijk bloed van iemand manipuleren en zo die persoon gemakkelijk uitschakelen. Door het ijzer in iemands bloedsomloop te veranderen kan Magneto die persoons hersens beïnvloeden en zo gedachten veranderen of iemands acties beïnvloeden. In het ergste geval kan hij zelfs het ijzer uit iemands bloedbaan naar buiten trekken en zo die persoon vermoorden.
Magneto kan zelfs het aardmagnetisch veld veranderen en elektromagnetische krachtvelden oproepen die vrijwel ondoordringbaar zijn. Deze krachtvelden kunnen nucleaire wapens, vulkaanuitbarstingen en aanvallen van meerdere superhelden weerstaan. Met deze krachten kan Magneto gehele legers stoppen, eilanden doen opstijgen uit de oceaan en apocalyptische aardbevingen veroorzaken. Magneto kan meerdere van zijn krachten tegelijk gebruiken. Magneto’s vermogen om zijn krachten optimaal te beheersen hangt af van zijn conditie. Als hij zwaargewond is kan zijn lichaam de kracht van het manipuleren van magnetisme niet aan.
Hoewel magnetisme Magneto’s primaire kracht is lijkt hij ook enkele macht te hebben over andere vormen van energie gerelateerd aan het elektromagnetisch spectrum. Hij kan bollen van elektriciteit adsorberen en afschieten, genoeg hitte van infraroodstraling creëren om een deur te smelten en onzichtbaar worden door het licht rond zijn lichaam af te buigen. Magneto is in staat te vliegen over lange afstanden en met verschillende snelheden met behulp van magnetisme. Hij manipuleert de magnetische velden(zwaartekracht) van de aarde om te vliegen.
Naast al zijn krachten is Magneto een genie met verstand op veel wetenschappelijke gebieden. Hij is vooral een expert op het gebied van genetische manipulatie. Hij kan mensen muteren om hen superkrachten te geven en volwassen klonen van mensen maken.
Al meerdere malen is bewezen dat Magneto in omgevingen met absoluut geen metaal of ander manipuleerbaar materiaal bijna machteloos is. Maar het kleinste beetje metaal kan hij al veranderen in een dodelijk wapen.
Magneto is een ervaren strateeg en vechter, maar niet zo goed als andere mutanten in het Marvel Universum. Hij is ook een uitstekende onderhandelaar.

## Ultimate Magneto
In het Ultimate Marvel universum is Magneto getrouwd met een zekere Isabelle. Hij is ook al vanaf het begin op de hoogte van het feit dat Quicksilver en Scarlet Witch zijn kinderen zijn. In plaats van een overlevende van de Holocaust te zijn, komt Ultimate Magneto uit een rijke Amerikaanse familie. Lang geleden verbrak Magneto al alle banden met zijn mensen familie, hoewel bekendgemaakt wordt dat hij en Ultimate Charles Xavier hun campagne voor mutanten gelijkheid begonnen met het geld van Magneto’s familie. Als een arrogante fanatist die steeds dieper en dieper wegzonk in de gedachten dat hij de Messias voor mutanten was werd Magneto al snel de leider van de Brotherhood of Mutants, en een meedogenloze terrorist die er niet voor terugdeinsde om honderden mensen te doden. Hij was ook degene die de ultimate versie van Professor X invalide maakte.
Deze versie van Magneto is duisterder en meer cynisch dan zijn tegenhanger uit de standaard strips. Hij ziet gewone mensen slechts als een soort insecten. Al meerdere malen heeft hij geprobeerd alle mensen uit te roeien. Zijn Brotherhood bestaat uit meer leden dan die van zijn tegenhanger. Ook is deze Magneto sterk genoeg om de Ultimates te verslaan waaronder Thor.

## Magneto in andere media

### Films
Magneto wordt in drie X-Men-films gespeeld door Ian McKellen. In X-Men en X-Men: The Last Stand is hij de hoofdvijand. Hij wil gelijke behandeling voor mutanten, maar is niet te beroerd daarvoor mensen te vermoorden of de X-men te bevechten. Zo probeerde hij in de eerste film de leiders van verschillende landen in mutanten te veranderen. In X2 helpt hij de X-Men tegen William Stryker, maar manipuleert Charles Xavier tot het bijna vermoorden van alle normale mensen in de wereld. Aan het eind van de derde film wordt Magneto door Beast onschadelijk gemaakt met een geneesmiddel voor mutanten. Michael Fassbender speelt de jonge versie in X-Men: First Class, X-Men: Days of Future Past, X-Men: Apocalypse en X-Men: Dark Phoenix. McKellen verschijnt weer als Magneto in de apocalyptische toekomst in Days of Future Past.

### Animatieseries
- Magneto verscheen in een paar Marvel animatieseries van 1978 tot 1981:
  - Fantastic Four (1978) - "The Menace Of Magneto"
  - Spider-Man (1981) - "When Magneto Speaks....People Listen"
  - Spider-Man and His Amazing Friends - "The Prison Plot"

- Magneto verscheen in de X-Men animatieserie uit 1992. Zijn stem werd hierin gedaan door David Hemblen. Hij werd geïntroduceerd in de derde en vierde aflevering.

- Magneto verscheen ook in de serie X-Men: Evolution, waarin Christopher Judge zijn stem deed.

- Magneto heeft een rol in de serie Wolverine and the X-Men. Hierin doet Tom Kane zijn stem.